# Penisfutteral

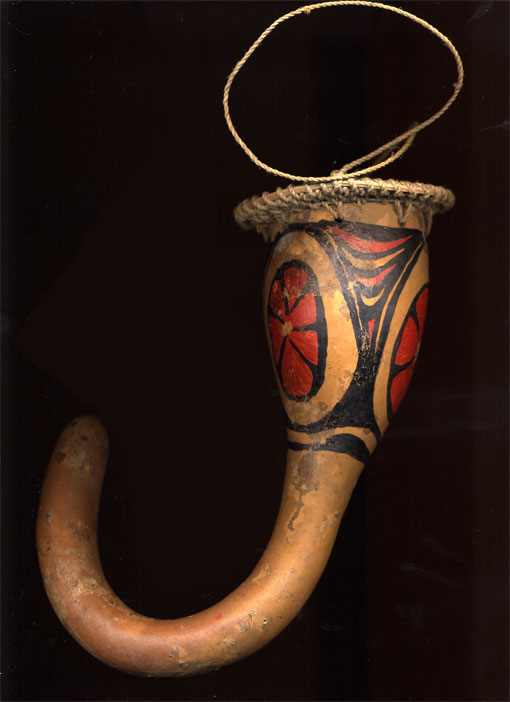
Penisfutteral als Souvenir

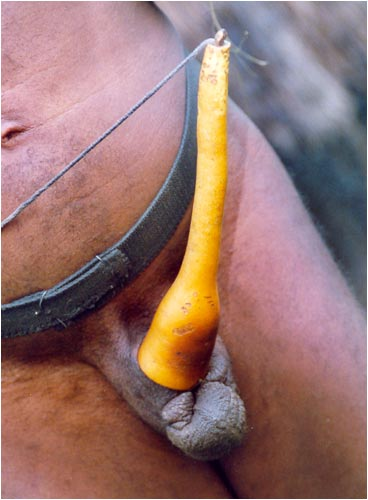
Penisrohr

Ein Penisfutteral (auch Penisköcher, -beutel, Koteka oder auf Neuguinea auch Horim genannt) ist ein langes, spitz zulaufendes Rohr oder ein Beutel, der den Penis des Tragenden verdecken soll. Er war früher in einigen Regionen der Welt verbreitet, wird heute jedoch fast ausschließlich zu traditionellen Anlässen getragen.

## Funktionsweise
Das Penisfutteral besteht aus einer Kalebasse (längliche Fruchthülse einer Kürbispflanze), welches als Kleidung bei indigenen Völkern getragen wird. Die Männer stülpen sich hierzu das Rohr über den Penis und befestigen es mit einer Schnur rund um die Hüfte, bei längeren Futteralen auch um den Hals. Ein Penisfutteral kann bis zu 40 Zentimeter lang sein. Abweichend davon berichtet Claude Lévi-Strauss, dass das Futteral bei den Bororo aus Stroh besteht und nur das äußere Ende des Penis bedeckt. Festgehalten wird es durch die Vorhaut. Seine Dekoration gibt Auskunft über die Clanzugehörigkeit seines Trägers. Gemäß Nigel Barley tragen die Männer der Dowayo in Kamerun ein aus einem Flaschenkürbis gearbeitetes Penisfutteral, weil in der dortigen Vorstellung eine Frau „nie einen beschnittenen Penis zu Gesicht bekommen“ dürfe, weil sie sonst krank werde. Für den Geschlechtsakt mussten die Männer früher ihr Lendentuch aufmachen, um das Penisfutteral zu entfernen.

## Zweck
Das Penisfutteral verbirgt zwar den Penis vor dem direkten Blick. Andererseits wird eine erheblich größere Form gewählt, als zum reinen Verbergen benötigt würde. Daher ist die Funktion wohl komplex und dient teilweise auch dem Imponieren. In diesem Kontext ist die Verwendung als Penisvergrößerung bekannt, indem ein um die Kranzfurche der Eichel geschnürtes Band unter Zugspannung durch ein Loch in der Futteralspitze nach außen geführt und dort befestigt wird.
Auf der anderen Seite ist ebenfalls bekannt, dass sich die Träger ohne Penisfutteral ihrer Exhibition schämen.

## Verbreitung

### Allgemeine Verbreitung

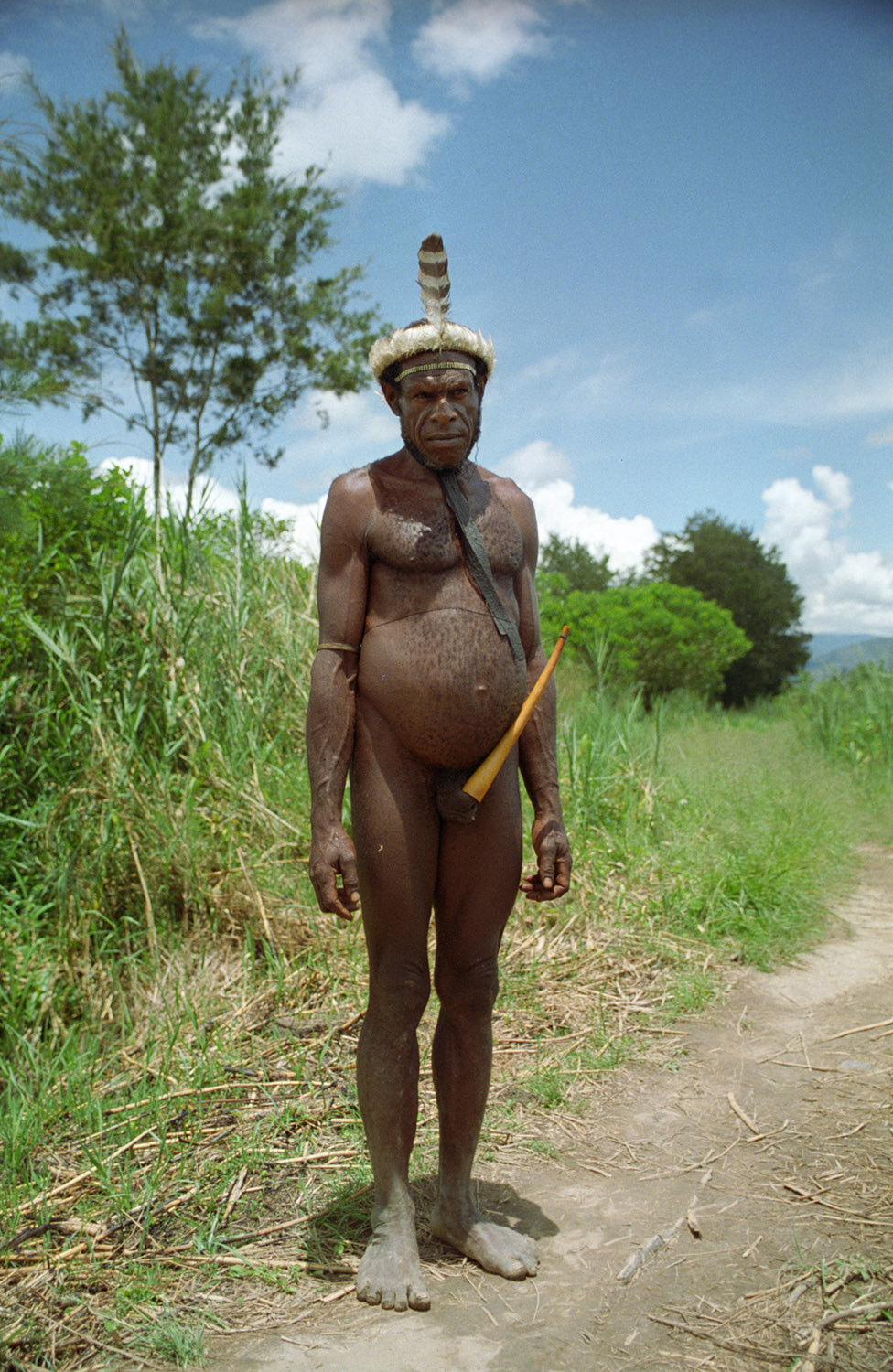
Mann vom Volk der Dani mit Penisfutteral

Entsprechende Penisfutterale wurden bzw. werden
- bei einigen Völkern in Westafrika,[4]
- bei einigen indigenen Völkern im Amazonasgebiet,[5]
- von Papuavölkern in Neuguinea (beispielsweise Dani, Korowai, Lani, Yali)[6][3] und
- von Aborigines in Australien und Ozeanien getragen.[7]

Heutzutage wird ein Penisfutteral fast nur noch aus traditionellen oder zeremoniellen Anlässen getragen.

### Verbot des Penisfutterals in Indonesien
Das Parlament des muslimisch dominierten Indonesien hat 2008 ein Anti-Pornographie-Gesetz verabschiedet, das das Tragen der traditionellen Koteka oder Horim, wie das Futteral in Neuguinea genannt wird, unter Strafe stellt.

### Penisfutteral im Bereich BDSM
Auch im BDSM-Bereich kommt das Penisfutteral zum Einsatz. Es kann z. B. in einem Slip oder in einem Vakuumbett eingearbeitet sein.